# Stefan Skrzypek
Stefan Skrzypek ps. Słowik (ur. 1913 w Łysakowie, zm. 9 sierpnia 1943 pod Borowem) – podoficer zawodowy Wojska Polskiego, oficer Gwardii Ludowej.

## Życiorys
Urodził się w rodzinie chłopskiej w powiecie kraśnickim, przed wojną działał w ZMW "Wici". Przed 1939 został zawodowym podoficerem Wojska Polskiego, walczył w kampanii wrześniowej, z której wrócił do domu z rynsztunkiem bojowym. Wspólnie ze swoimi kuzynami, min. Władysławem Skrzypkiem (także przedwojennym podoficerem), rozpoczął gromadzenie broni, która została porzucona w terenie. Wspólnie wstąpili do Związku Walki Zbrojnej po tym jak Niemcy dowiedzieli się o ich nielegalnej działalności. W kwietniu 1943 przeszli do Gwardii Ludowej PPR. Skrzypkowie przeszli kurs minerski w podkraśnickim lesie. Po jego ukończeniu Stefan Skrzypek, pod pseudonimem "Słowik", trafił do oddziału GL im. Bartosza Głowackiego (dowodzonego przez swojego kuzyna), jednak już w lipcu został w randze podporucznika skierowany do służby w nowym oddziale GL im. Jana Kilińskiego. Pojawia się tutaj pewna nieścisłość: większość źródeł podaje, że "Słowik" został mianowany dowódcą tego oddziału jednak artykuł w dwutygodniku Gwardzista z 1943 podał Skrzypka jako zastępcę dowódcy.
Nocą z 8 na 9 sierpnia 1943 oddział ten udał się w rejon wsi Borów, gdzie miał odebrać zrzut broni ze Związku Radzieckiego. Gwardziści natknęli się wtedy na dużo większy oddział partyzancki Narodowych Sił Zbrojnych, którego dowódca Leonard Zub-Zdanowicz podał się za przedstawiciela Armii Krajowej. Partyzanci z oddziału GL zostali przezeń zaproszeni na naradę celem ustalenia strategii wspólnej walki z hitlerowskim okupantem. Na miejscu gwardziści zostali rozbrojeni i związani. Po przesłuchaniu oraz urządzeniu pokazowego sądu, partyzanci oddziału im. Kilińskiego oraz kilku obecnych przy nim chłopów (prócz czterech partyzantów i jednego cywila, którzy zdołali uciec) zostali zamordowani przez NSZ.

## Kontrowersje związane z przynależnością organizacyjną
Stanisław Pawłowski ps. "Kuropatwa", jeden z nielicznych gwardzistów, którzy przeżyli mord pod Borowem, uważał, że "Słowik" wydał swoich podkomendnych "Zębowi" oraz że był on agentem NSZ w szeregach GL. 

[...]Przyszedł były policjant Janczyński z Kraśnika. Kiedy jego zobaczyłem, sądziłem, że przyjdzie mi z pomocą, gdyż mnie znał. Janczyński zapytał, który to jest "Kuropatwa". Ja zgłosiłem się. Kazał mnie rozwiązać i powiedział, że wypali mi w łeb za to, że należę do komunistów, że nie wiem, jakie są inne organizacje. Po tym związali mnie z powrotem i kazali się położyć. "Słowik" siedział razem z nimi, palił papierosy i śmiał się, jak nas męczyli. NSZ-owcy kazali wstać, obrócić się plecami do siebie, powiązali nas po dwóch razem i kazali iść na sąd. Pierwszą dwójkę poprowadzili, a po chwili dało się słyszeć strzały[...] Po około 20 minutach zabrali drugą dwójkę, po czym również było słyszeć strzały[...] Po około 50 m zobaczyliśmy czterech naszych chłopców zabitych. W tym czasie usłyszałem strzały i Kiełbiński upadł na mnie zabity. Ja go zrzuciłem z siebie i zacząłem uciekać. Dla mnie musiał być niewypał, gdyż też bym zginął. Uciekałem lasem ze sto metrów, po czym skręciłem w lewo w gęsty zagajnik. Cały czas NSZ-owcy strzelali za mną[...] Co się stało ze "Słowikiem", nie wiem. Z jego zachowania podczas mordu wynikało, że to on nas wydał w ręce NSZ[...]

## Awanse
- starszy sierżant - przed wojną
- podporucznik - 1943